# Albert Finet
Pour les articles homonymes, voir Finet.
Albert Finet, né le 1er mars 1899 à Mézières-en-Drouais (Eure-et-Loir) et mort le 18 octobre 1993 à Nanterre, est un pasteur et journaliste français.

## Biographie

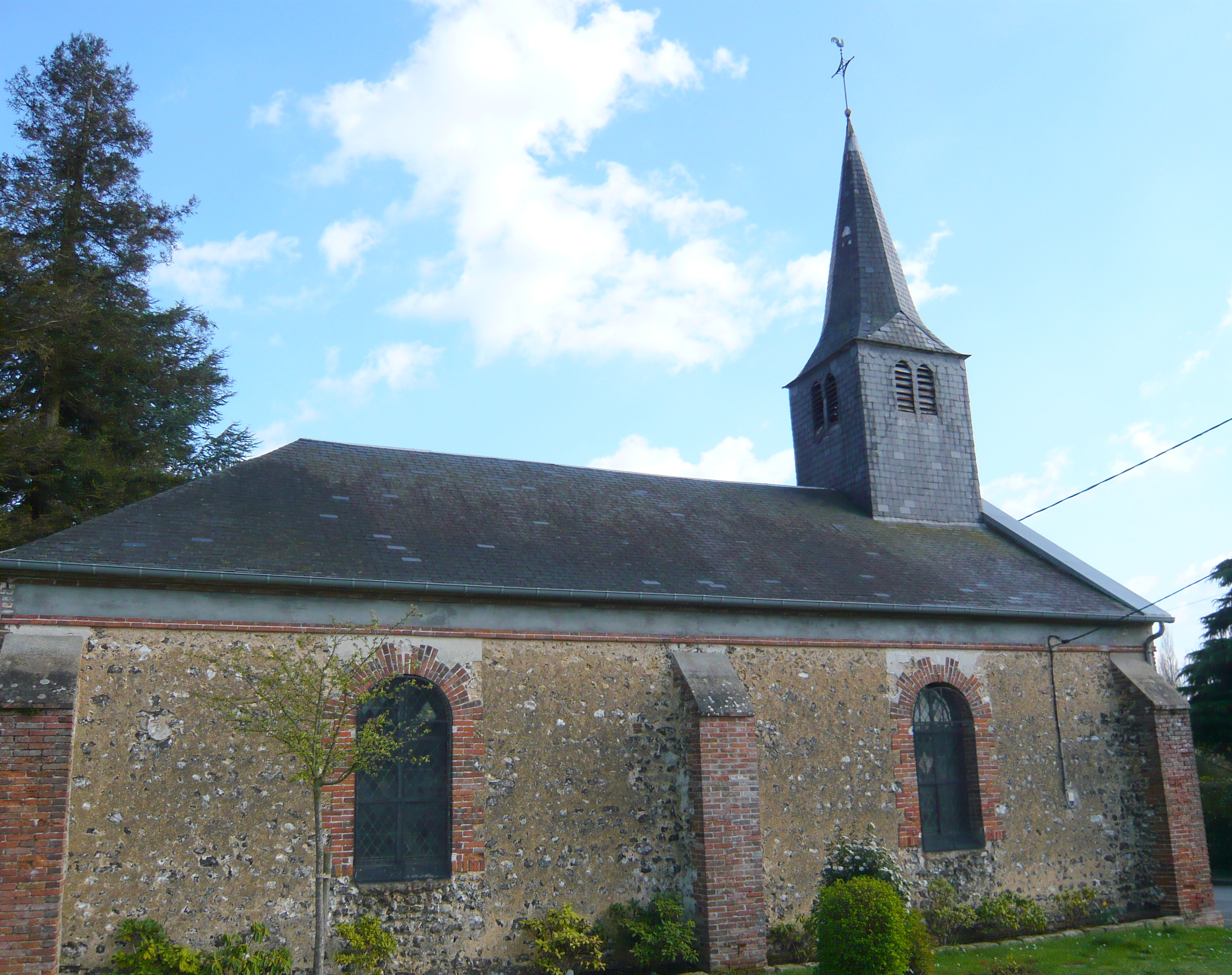
Temple protestant de Marsauceux, hameau de Mézières-en-Drouais.

Albert Finet naît à Marsauceux, village protestant qui forme un écart de la commune de Mézières-en-Drouais, près de Dreux. Élève de l'École alsacienne, puis étudiant de la Faculté de Théologie protestante et de la Sorbonne, il a été boursier à l'École biblique de Jérusalem en 1924-1925.
Proposant en 1925, il devient pasteur de l'Église réformée de France à Évreux (1928-1932), puis à Montrouge (1932-1945). Ayant accompli quatre ans de service dans les armées de 1918 à 1922, il s'engage comme aumônier de la marine nationale en 1939-1940.
En mars 1945, il fonde l'hebdomadaire protestant Réforme avec Jean Bosc, Pierre Bourguet et Albert-Marie Schmidt. Le propos est d'exprimer « une prise de vue sur le monde contemporain, à partir de notre choix fondamental ».
Gaulliste, Albert Finet est resté jusqu'en 1970 le directeur de ce journal présenté comme un « regard protestant sur l'actualité ».

## Famille
Marié en 1928 avec Madeleine Taron, Albert Finet a eu six enfants.

## Ouvrages
- Au pays de la Bible, Paris, Société commerciale d'édition et de librairie, 1932, 231 p.
- Histoires de mon village, Paris, Je Sers, 1933, 221 p.
- François Guizot et l'engagement du chrétien dans la cité, Berger-Levrault, 1957, 28 p.
- Le Mystère de l'Église (avec Marie-Dominique Philippe), Paris, Beauchesne, 1967, 180 p.